# Кобелль, Фердинанд
Фердинанд фон Кобелль (нем. Ferdinand Kobell; 7 июня 1740, Мангейм — 1 февраля 1799, Мюнхен) — немецкий живописец и гравёр, ландшафтист.

## Биография
Учился первоначально в Гейдельбергском университете, затем в Мангейме и Париже (1768—1769). По возвращении в Мангейм получил звание придворного живописца и позже место профессора в академии этого города. Здесь жил и трудился до 1793 года, когда переселился в Мюнхен и был с 1798 года сделан директором тамошней картинной галереи, но почти сразу же после этого умер.
Писал пейзажи в роде Берхема, нередко эффектные и свидетельствующие об основательном изучении им природы; однако, согласно оценкам, гораздо искуснее передавал её формы гравировальной иглой, чем её краски и тона кистью. Ландшафтные офорты этого художника, которых насчитывается до 242, принадлежат к лучшим произведениям подобного рода, появившимся в XVIII столетии.